# Oud-Roosteren
Oud-Roosteren (Limburgs: Aw-Kirk) is een buurtschap in Nederlands-Limburg.

## Geschiedenis
Oud-Roosteren was de oorspronkelijke kern van het dorp Roosteren. Hier bevond zich de parochiekerk waarvan de stichting zeker tot de dertiende eeuw teruggaat. In de bijgaande foto is de pastorie te zien, die in gebruik was voor de klompenfabriek van Theordorus Rutten. Deze leverde klompen voor de soldaten in de Eerste Wereldoorlog. Theordorus is op bijgaande foto te zien met zijn vrouw Philippina en zijn zoon Jan (hun dochter Maria was toen nog niet geboren dus de foto lijkt rond 1926 te zijn genomen). De pastorie werd in de Tweede Wereldoorlog gebombardeerd en alle klompenmachines zijn door de nazi's gestolen om omgesmolten te worden.

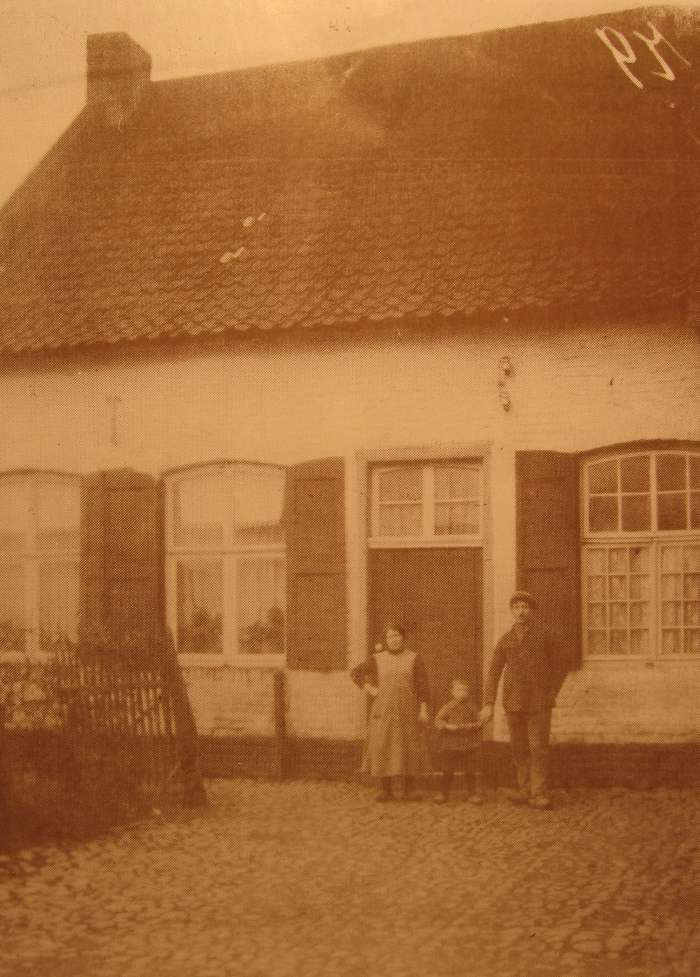
De oude pastorie met de bewoners Theordorus en Philippina Rutten en hun zoon Jan.

In 1839 werd de kerk afgebroken en vervangen door de huidige, meer naar het westen gelegen Sint-Jacobus de Meerderekerk. De kern van Roosteren verschoof daarheen en het oorspronkelijke Roosteren werd dus Oud-Roosteren.
Het kerkhof van de voormalige kerk bleef als zodanig in gebruik, en op de plaats van de voormalige kerk werd in 1870 een zeshoekige neogotische kapel gebouwd: de Kerkhofkapel. Dit kerkhof bezit nog enkele zeventiende-eeuwse grafstenen.
Door de Brugstraat (huidige benaming) liep vanaf 1922 een zijtak van de tramlijn Roermond - Sittard. De tramlijn is in 1931 verlegd vanwege de aanleg van het kanaal en in 1937 werd de gehele tramlijn opgeheven en opgebroken.
De aanleg van het Julianakanaal (1925-1934) bewerkstelligde dat Oud-Roosteren geïsoleerd van de rest van Roosteren kwam te liggen.

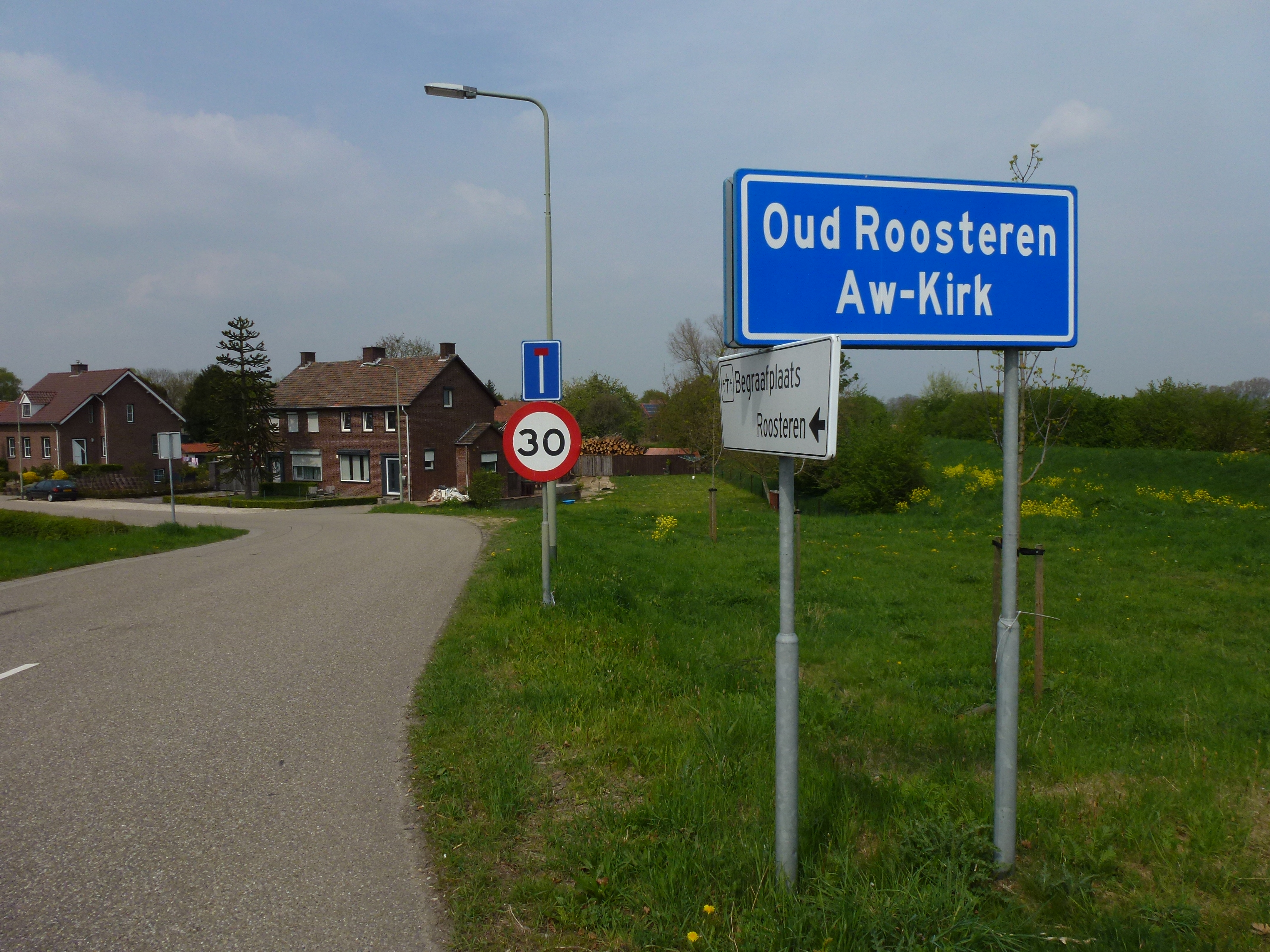
Tweetalig entreebord
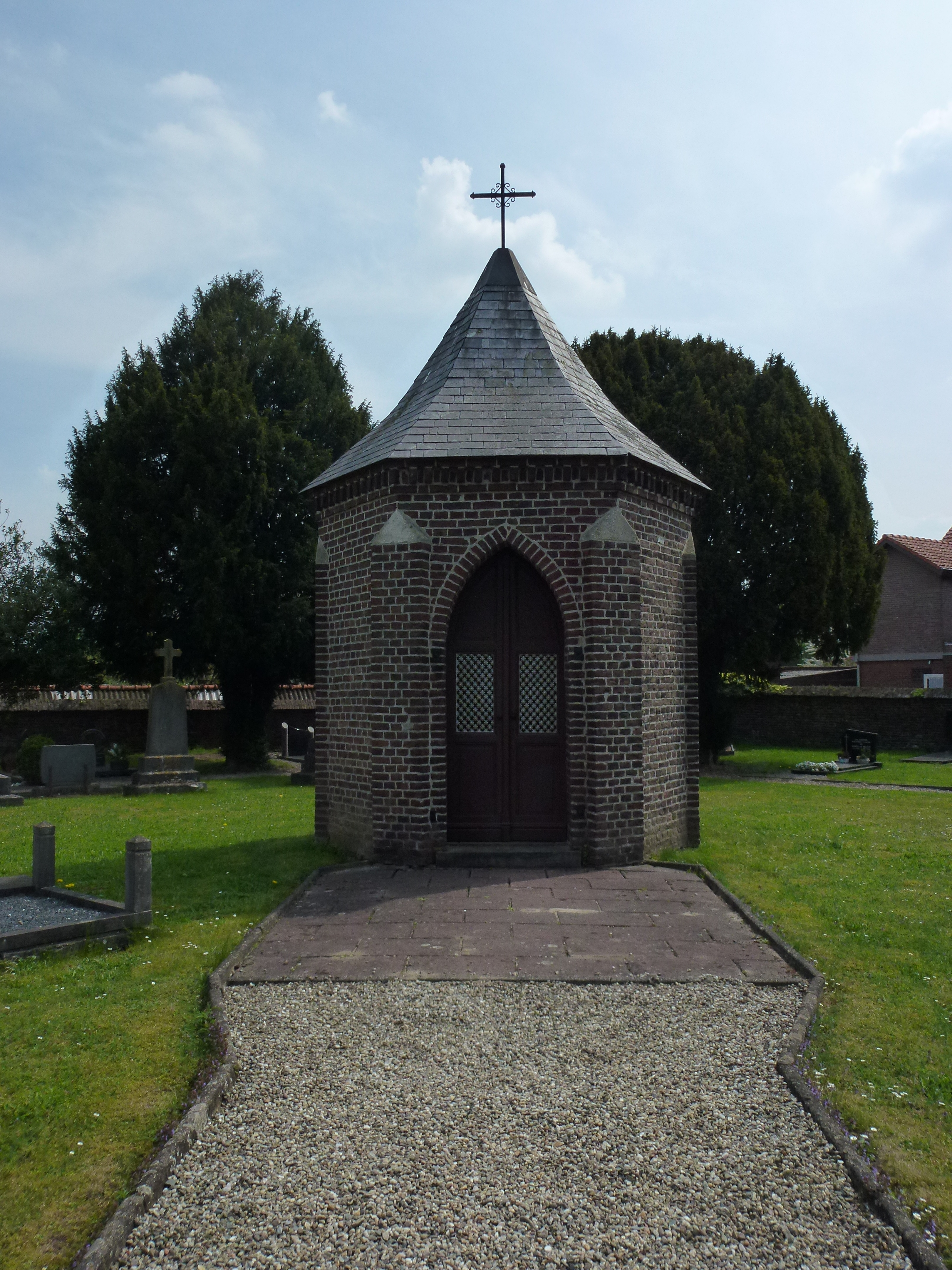
kerkhofkapel
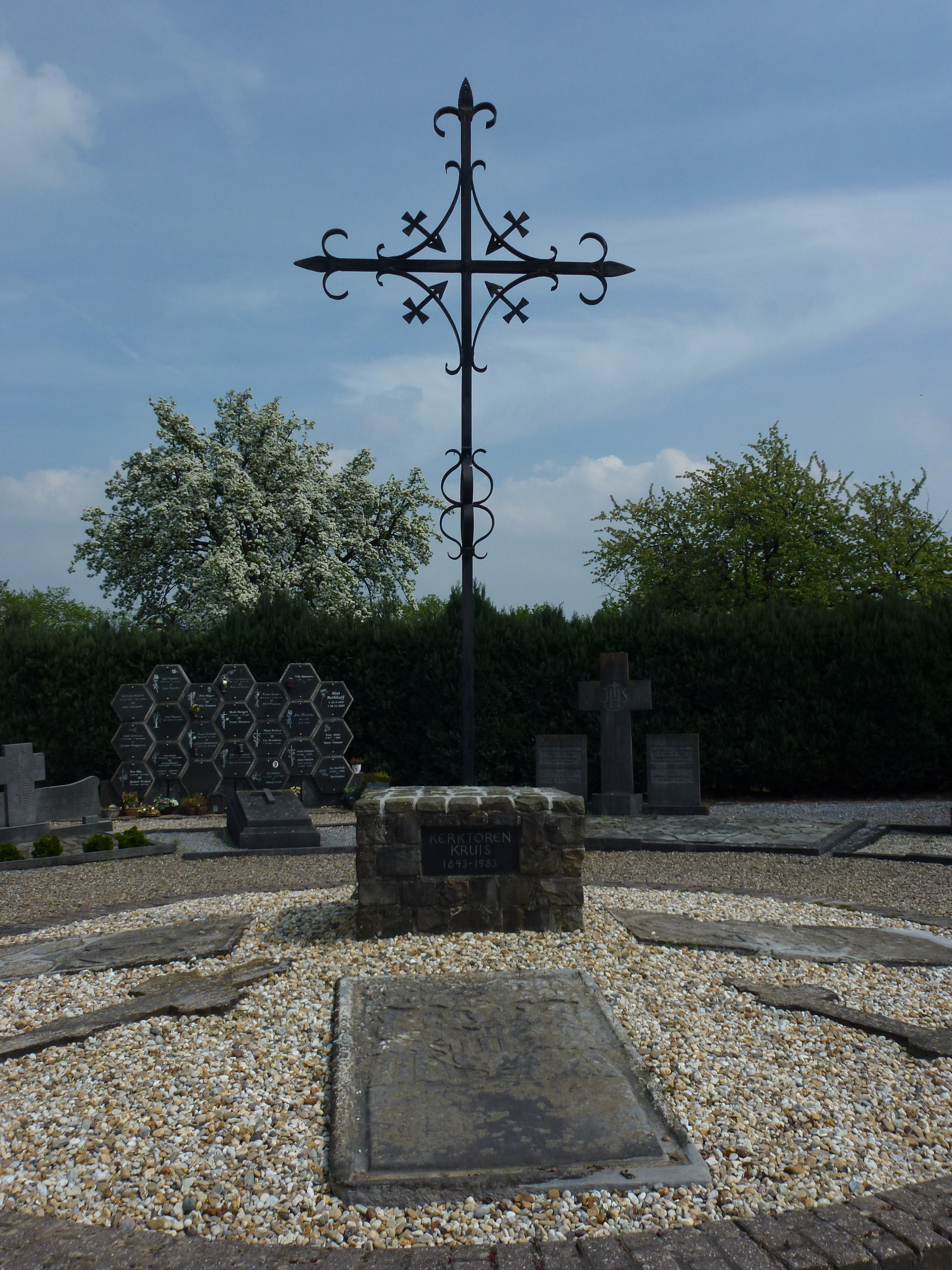
Torenkruis verdwenen kerk
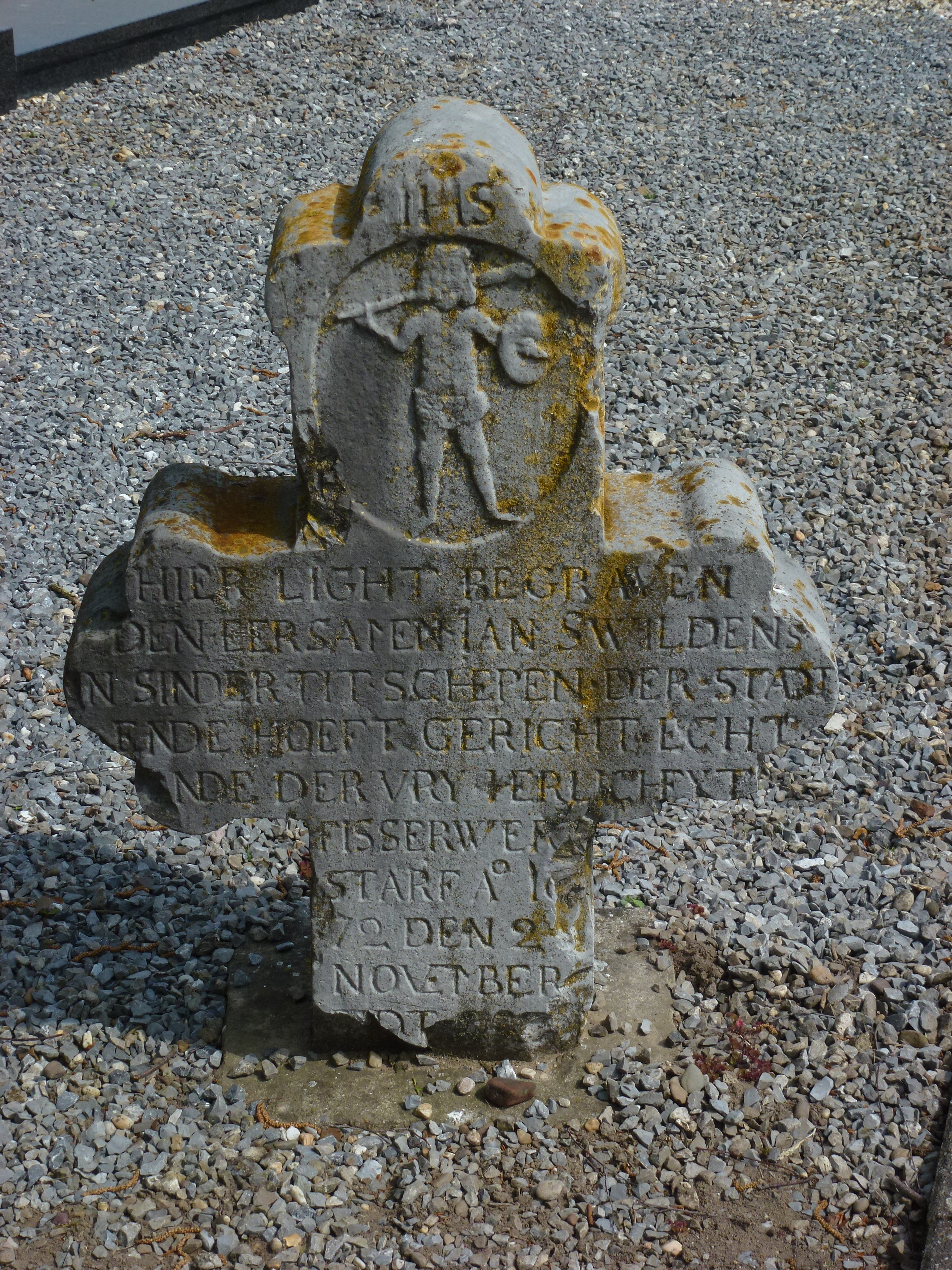
Oude grafsteen

Kernen: Dieteren · Echt · Koningsbosch · Maria Hoop · Nieuwstadt · Pey · Roosteren · Sint Joost · Slek · Susteren

Buurten en buurtschappen: Aan het Echterbosch · Aan Reijans · Aasterberg · Baakhoven · Berkelaar · Christinawijk · Echterbosch · Frenkenshof · Gebroek · Gulickshof · Haeselaarbroek · Heide · Hingen · Hommelhof · Illikhoven · Kokkelert · Lange Bosschen · Liboscherveld · Mariaveld · Pepinusbrug · Pepiniushof · In de Mehre · Middelveld · Munsterveld · Oevereind · Ophoven · Oud-Roosteren · Putbroek · Schilberg · Sint Anna · Sint Antoniushoeve · Spaanshuisken · Visserweert · Vogelsang · Wolfskoul

Bedrijventerreinen: De Berk · Businesspark ML · Dieterderweg · De Loop · Wolfskoul

Limburg: Steden en dorpen      Nederland: Provincies · Gemeenten